# Lanchas de desembarque pequenas

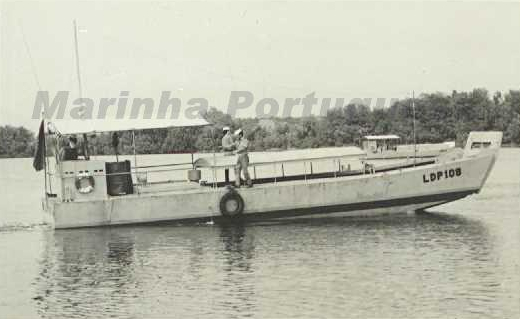
Lancha de Desembarque Pequena LDP108

Lanchas de desembarque pequenas ou LDP é um tipo de lancha que foi utilizada pela marinha portuguesa durante a Guerra Colonial Portuguesa.
Desde 1961 a 1976, foram construídas nos estaleiros portugueses 26 lanchas LDP.
O papel destas lanchas foi de extrema importância, principalmente na ex-Guiné Portuguesa, devido à rede hidrográfica do território.

## Classes de LDP's
- Classe LDP 100
- Classe LDP 200
- Classe LDP 300